# 深圳公交102路
深圳公交102路，是从福田农批市场总站来往福田农批市场总站（循环线）的干线公交，由深圳巴士集团股份有限公司运营。

## 线路简介
- 深圳公交102路原属深圳市深展巴士有限公司营运，后随着公交专营化改革，收编于深圳巴士集团股份有限公司营运。
- 102路从福田农批市场总站来往福田农批市场总站，全线拥有28部车（截止至2014年1月26日），车型为比亚迪K8；单程行驶时间约为60分钟。
- 服务时间：福田农批市场总站开出06:40—22:00
- 发车间隔：高峰3-6分钟一班 平峰6-12分钟一班

## 途径站点
福田农批市场总站（下梅林总站）、福田农批市场、下梅林市场②、梅林二村南、梅林中学、梅林街道办、上梅林村、上梅林市场、福田二医院、万科大厦、孖岭社康中心、中级法院、公交大厦、莲花一村、笔架山公园、市二医院①、体育馆①、笋岗八卦路口②、园岭新村、园岭地铁站、桂园中学、笋岗桥、儿童公园①、木头龙、爱国大厦、螺岭、儿童公园①、笋岗桥、桂园中学、园岭地铁站、园岭新村、笋岗八卦路口②、体育馆①、市二医院①、笔架山公园、长城开发、凯丰花园、万科大厦、福田二医院、上梅林市场、上梅林村、梅林街道办、梅林中学、梅林二村南、下梅林市场、福田农批市场、福田农批市场总站（下梅林总站）

## 历史
- 1993年，深圳公交102路开通，是深圳市深展巴士有限公司早期开办的空调巴士线路之一。开线时配车是福来西宝6922型客车。
- 2000年，用车更换为珠江客车GZ6100S。
- 2007年，深圳公交102路被授予2006年度四星级公交线路。[1]
- 2008年，深圳公交102路全部车辆更换为金龙客车XMQ6116G3，该线路的一部公交车荣获首辆“文明出行”公交号称号。[2]
- 2012年，深圳公交102路被授予2011年度五星级公交线路。[3]
- 2013年，深圳公交103路大部分车报废，便将102和104路的大部分金龙调至103路，把其他线路的五洲龙FDG6111HEVG2调至102和104路。

## 资料来源
1. ↑  . 深圳新闻网. 2007-01-16  [2012-05-12]. （原始内容存档于2016-03-05） （中文（简体））.
2. ↑  . 深圳特区报. 2008-07-01 （中文（简体））.[永久]
3. ↑  . 深圳市交通运输委员会. 2012-03-05 （中文（简体））.[永久]